# Obala (Camerún)
Obala es una comuna camerunesa perteneciente al departamento de Lekié de la región del Centro.
En 2005 tiene 78 929 habitantes, de los que 29 054 viven en la capital comunal homónima.
Se ubica en el cruce de las carreteras N1 y N4, unos 30 km al norte de la capital nacional Yaundé.

## Localidades
Comprende la ciudad de Obala y las siguientes localidades:
- Abono
- Afambassi-Elende
- Efok
- Efoumelessi
- Ekabita Essélé
- Ekabita Mendoum
- Ekokom
- Ekoumdouma
- Elig Bodo
- Elig Ngomo
- Elig Nkouma I
- Elig Nkouma II
- Elig Ntsogo
- Elog-Ngazouma
- Elomzok
- Endinding
- Essong
- Etong Bidjoé
- Etoud-Ayos
- Ezezang Essélé
- Ezezang Mendoum
- Komo-Mvog-Kani
- Koudandeng
- Lebobi
- Lékié Assi
- Lengom
- Loua I
- Loua II
- Mbakomo
- Mbele I
- Mbele II
- Mboua I
- Mboua II
- Mekas
- Mfomakap
- Mindjomo
- Minkama
- Mvog-Dzigui
- Ngongo
- Nkol Ekui
- Nkol Evodo
- Nkol Feb
- Nkol Fon (Mbele I)
- Nkol Foulou III
- Nkol Mbene
- Nkol Melen
- Nkol Mendouga
- Nkol Ndobo
- Nkol Nguem I
- Nkol Nguem II
- Nkol Ntara
- Nkol Obili
- Nkol Tima
- Nkol Tsogo I
- Nkol Tsogo II
- Nkoledouma
- Nkolewodo
- Nkoltomo II
- Nkom Ndamba
- Nkomefoufoum
- Nkometou II
- Nkometou III
- Nkot Abang
- Nto
- Ntsan
- Tsek
- Yemessoa I
- Yemessoa II
- Yemkout
- Yemsoum
- Zima
- Zoatoubsi